# 60 bits

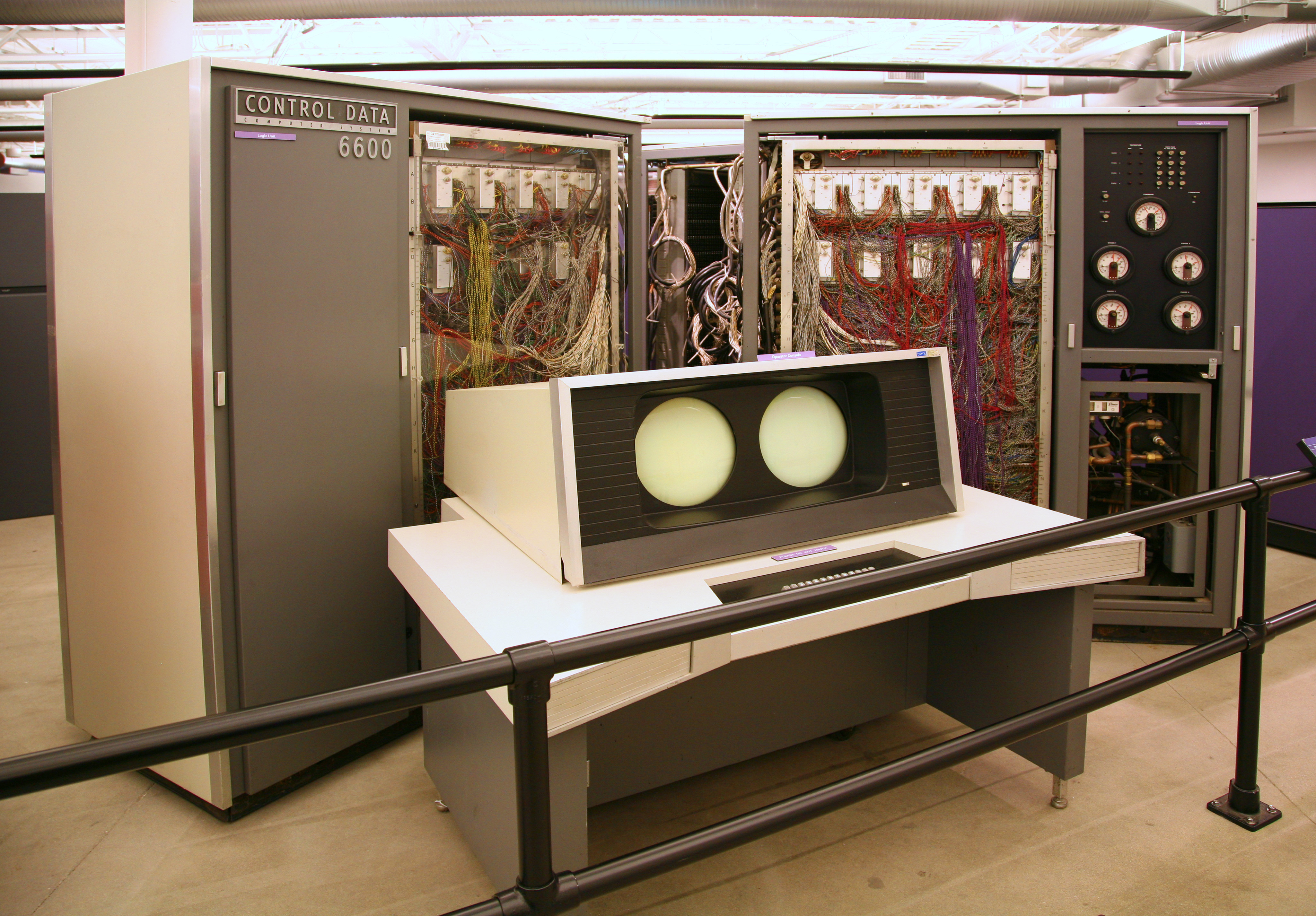
El CDC 6600, un ordenador central de Control Data Corporation.

En arquitectura de ordenadores, 60 bits para enteros, para direcciones de memoria o para otras unidades de datos son las que disponen de un ancho de 60 bits. También se refiere a las arquitecturas de CPU y Unidades Aritmético-Lógicas que disponen de registros, buses de direcciones o buses de datos de este tamaño.
Ordenadores con palabras de 60 bits incluyen las series CDC 6000, el CDC 7600, y algunos de la serie CDC Cyber.
- Datos: Q4117663